# 和尚洲中路
和尚洲中路，原稱中路，是新北市蘆洲區的一個地名，位於該區西南部，範圍大致包括中原里不含最北端、光華里、光明里、中華里、中路里、永安里、九芎里、延平里、忠義里、長安里。

## 歷史
台灣清治末期至日治前期，和尚洲中路地區為一街庄，稱為「中路庄」，隸屬於芝蘭二堡。該庄西北與南港仔庄為鄰，東北與水湳庄、樓仔厝庄為鄰，東南邊為溪墘庄為鄰，西南邊為更藔庄交界。
1901年（日治明治三十四年）11月，該庄隸屬於臺北廳，編入第十四區。1906年（明治三十九年）1月，第十四區改名「和尚洲區」。1920年（大正九年），該庄改制並改名為「和尚洲中路」大字，隸屬於臺北州新莊郡鷺洲庄。
戰後鷺洲庄改制為鷺洲鄉，隸屬於臺北縣，大字亦改制為村。1947年，三重、蘆洲分治，該地區更名蘆洲鄉。1998年，蘆洲鄉升格為蘆洲市，村亦改制為里。2010年12月，因應臺北縣升格為新北市，蘆洲市改制為蘆洲區。

## 學校
- 蘆洲國中（小部分）

## 文化資產
- 蘆洲李宅（市定古蹟）

## 廟宇
- 蘆洲忠義廟（王爺廟）
- 九芎公廟（鄭成功廟）

## 公園
- 中原公園